# Ланарк
Ланарк (англ. Lanark, гэльск. Lannraig гэльск. Lannraig, скотс Lanrik) — маленький город в так называемом «центральном поясе» Шотландии, в графстве Южный Ланаркшир. Считается, что название происходит от кумбрийского слова Lanerc, что означает «чистое место, лужайка».
На окраине города находится большой современный рынок-аукцион живого скота.
В 2,2 км от города Ланарк расположен поселок Нью-Ланарк, включенный во Всемирное наследие ЮНЕСКО.

## История
Ланарк был главным городом бывшего графства Ланаркшир, хотя в течение многих лет Гамильтон был главным городом, до формирования Стратклайда. Ланарк был важным торговым городом со времён средневековья. В 1140 году король Давид I сделал его Королевским Бургом (городом с самоуправлением), предоставив ему определённые торговые привилегии, связанные с управлением и налогообложением.